# Mulhacén
Il Mulhacén (pronuncia : /mulaˈθen/) , con i suoi 3.482 m s.l.m., è la cima più alta della Spagna continentale e della Penisola iberica, la seconda montagna più alta dello Stato iberico dopo il Teide (Tenerife) e anche la montagna più alta d'Europa, fuori delle Alpi e del Caucaso.
Fa parte del massiccio della Sierra Nevada ed è situato nella cordigliera Penibetica, il settore più meridionale del Sistema Betico, circa 25 km a sud-est di Granada e circa 30 km a nord della costa del Mediterraneo.

## Etimologia
Il nome deriva da "Mulay Hacen", nome castigliano di al mul al hanut, un  sultano di Granada che secondo una leggenda venne sepolto sulla montagna.   

## Caratteristiche
Il versante sud è il più facile da affrontare per raggiungere la vetta, mentre quello nord è molto più ripido e richiede una buona preparazione alpinistica. La cima può essere raggiunta in una sola giornata, partendo dai villaggi di Capileira o di Trevélez, ma molti preferiscono trascorrere la notte nel rifugio alpino di Poqueira o nel bivacco di Caldera sul versante ovest. Partendo da Trevélez, si può bivaccare presso i laghetti morenici presenti sul versante nord-est. 

## Galleria d'immagini

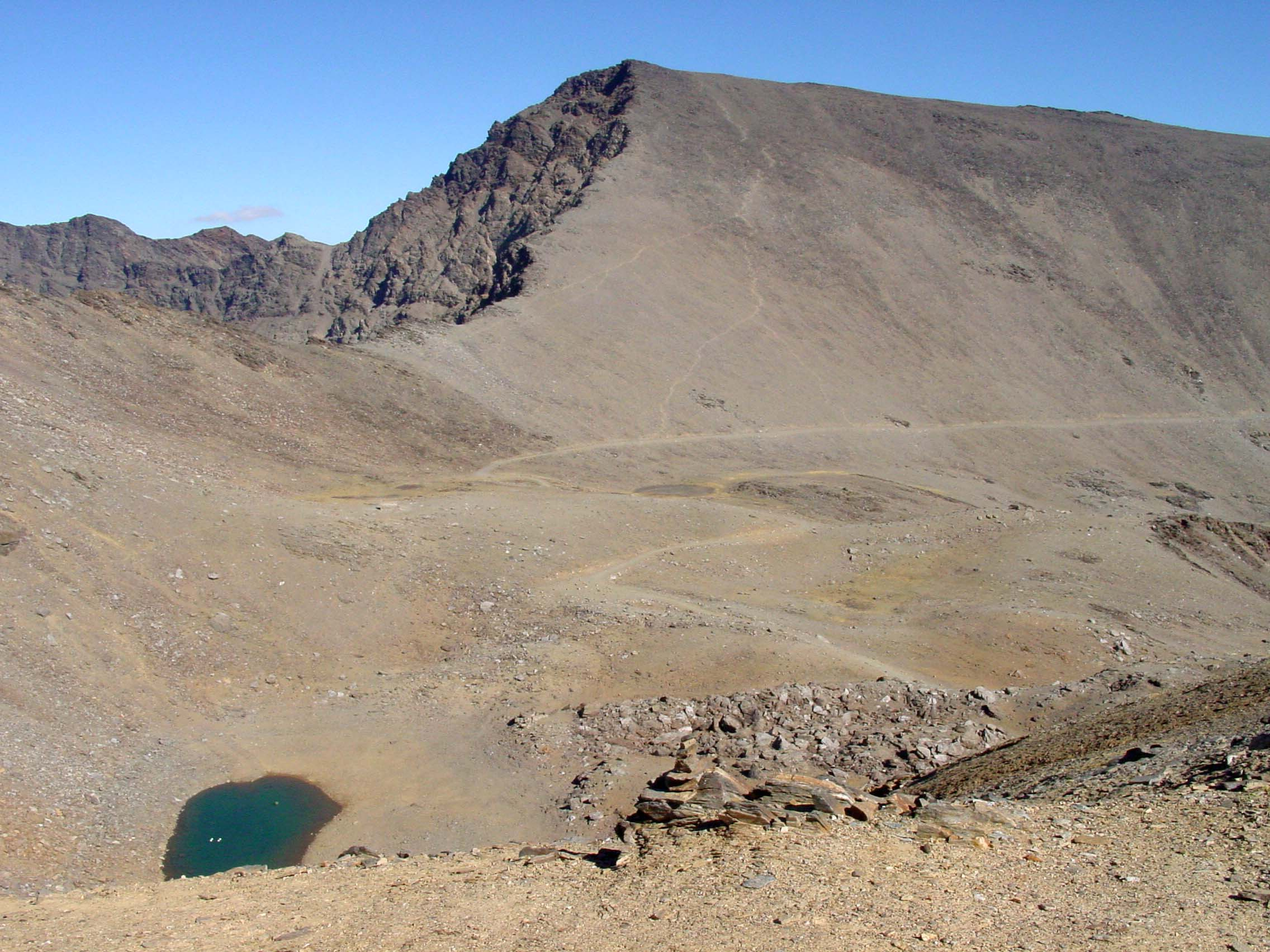
Il Mulhacén visto dalla Punta de Loma Pelada
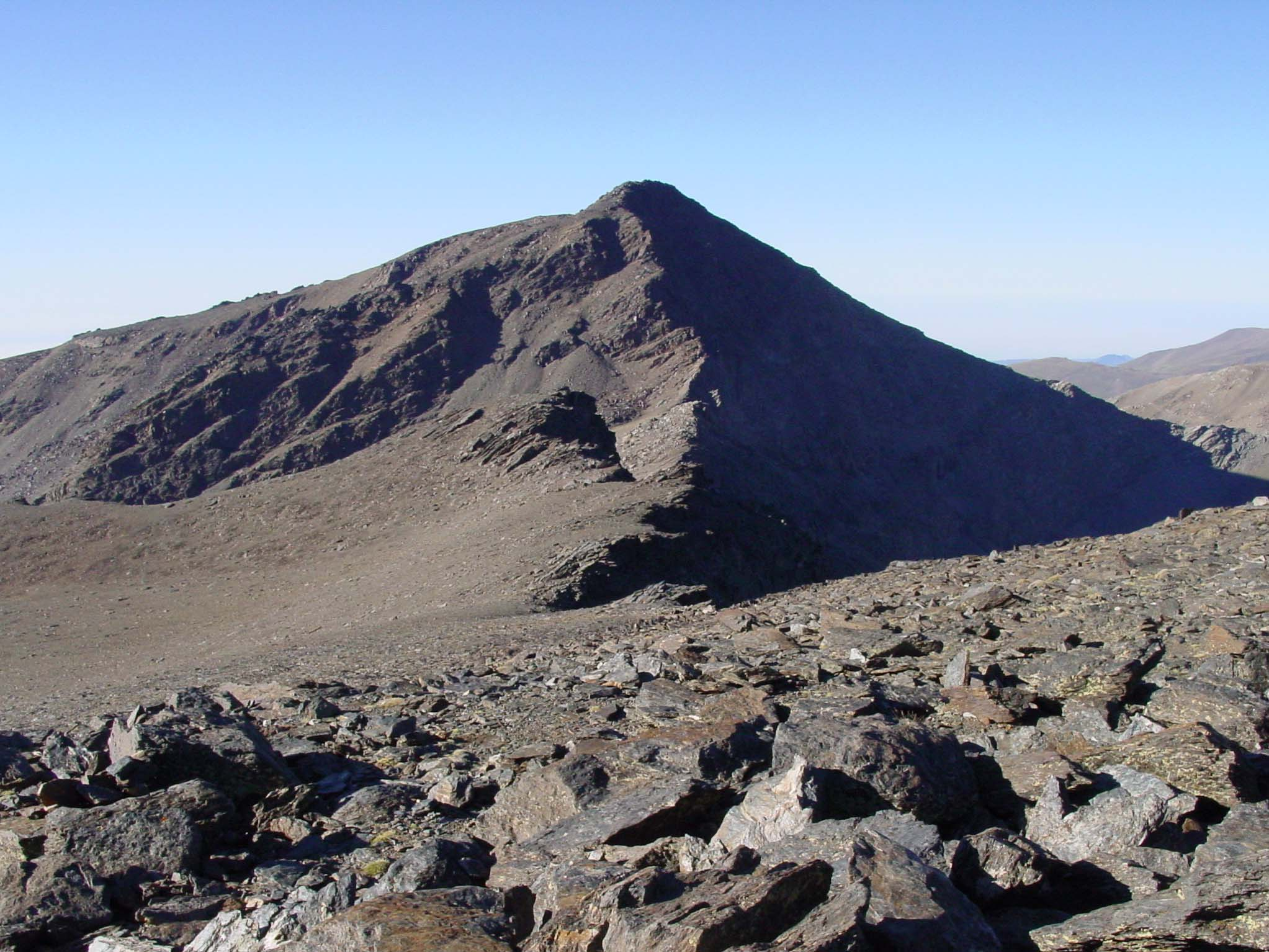
Il Mulhacén visto da Alcazaba
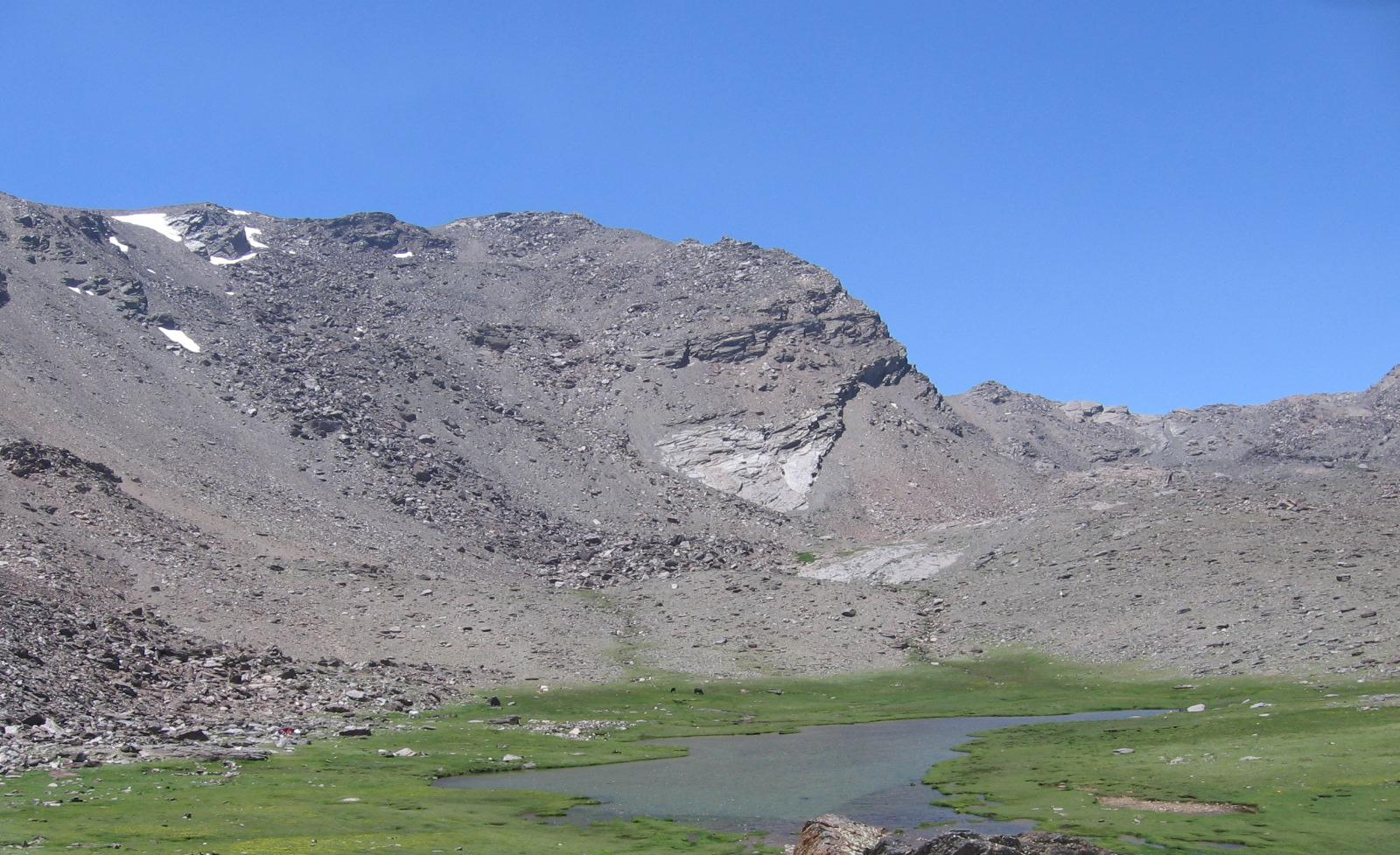
Il Mulhacén visto dalla Laguna Hondera
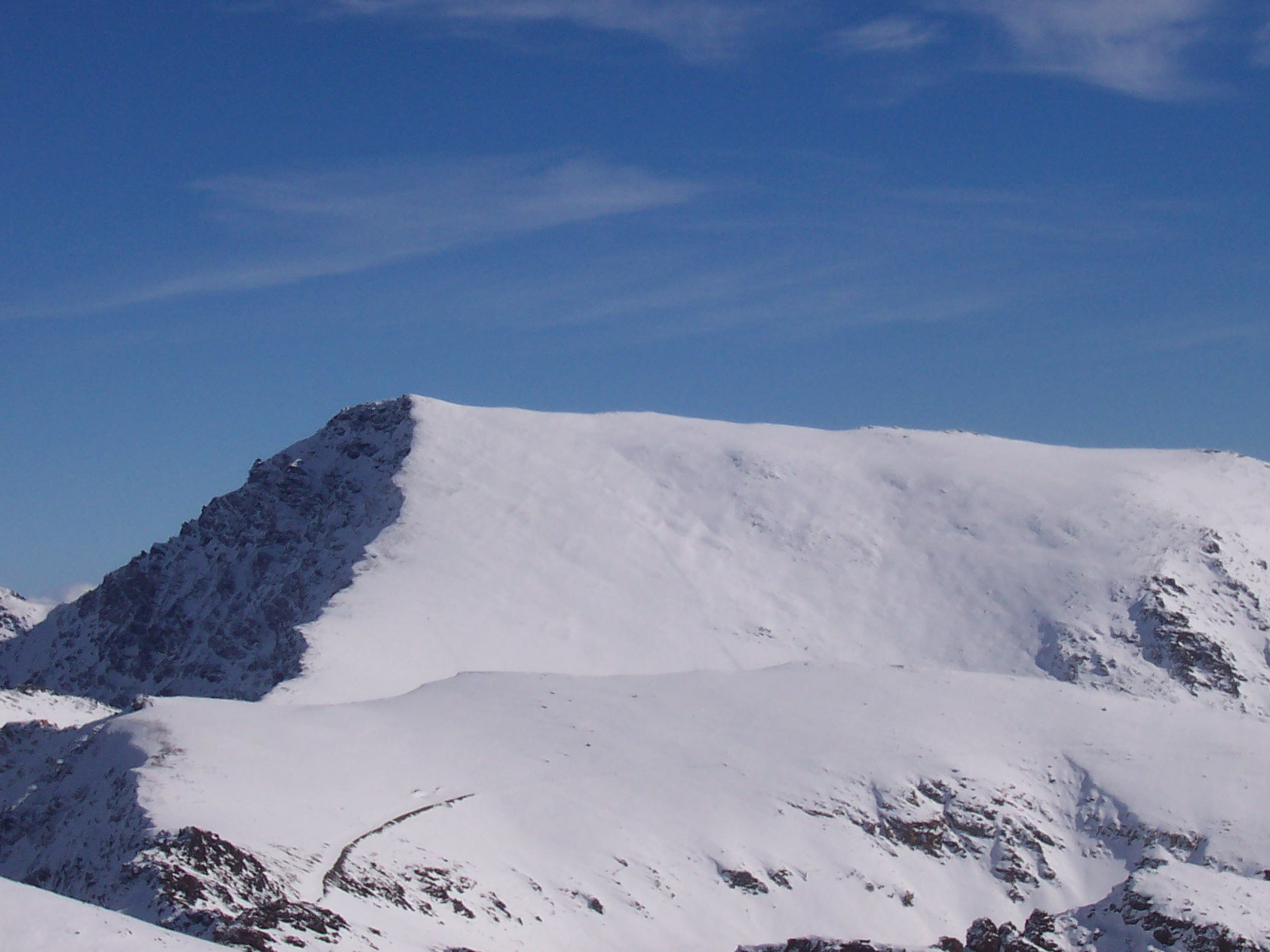
Il versante nord del Mulhacén in inverno